# Sexo, Sua Única Arma
Sexo, Sua Única Arma è un film del 1981 diretto da Geraldo Vietri.

## Trama
Quando era ancora bambina il padre si suicidò perché danneggiato nella sua attività dal socio Humberto, produttore di uva e vino. Vent'anni dopo Marta, fingendosi cieca, stringe amicizia con Humberto, che la invita a trascorrere qualche giorno con la sua famiglia. La donna avrà così occasione di vendicarsi dei responsabili della morte del genitore.